# Odet de Turnèbe
Odet de Turnèbe, latinisé en Odo Turnebus ou Otho Turnebus, né le 23 octobre 1552 à Paris et mort le 20 juillet 1581, est un juriste et dramaturge français.

## Biographie
Fils aîné de l’helléniste et humaniste Adrien Turnèbe, Odet de Turnèbe reçoit une solide éducation humaniste au collège de Lisieux à Paris, puis étudie en 1571-1572 le droit à Toulouse.
Il est nommé avocat au Parlement de Paris. En 1579, il participe avec ses collègues à la session extradordinaire, les Grands Jours, du Parlement de Paris qui se tient à Poitiers. Il y fréquente le cercle littéraire de Madeleine Des Roches et de sa fille Catherine. Il participe à  la joute littéraire lancée par Étienne Pasquier qui, ayant remarqué une puce sur le sein de la fille de l'hôtesse, propose aux beaux esprits présents d'écrire un poème sur ce sujet ; tous ces poèmes (en grec, latin, français, espagnol et italien) seront publiés en 1582 sous le titre la Puce de Madame des Roches,.
Il fréquente un cercle d'amis et lettrés parisiens, Pierre de Larivey, François d'Amboise, François de Belleforest, Antoine Vallet, Claude du Verdier, Guillaume Le Breton.
Avec ses deux frères, Odet de Turnèbe s'occupe de l'édition des œuvres de leur père ; dès 1566, à l'âge de quatorze ans, il publie à Paris chez André Wechel ses Commentarii et emendationes in libros M. Varronis de lingua latina (il écrit l'épître liminaire à Michel de L'Hospital), en 1576 ses Commentarii in M. T. Ciceronis orationes tres de Lege agraria ; en 1577, son Commentarius in librum primum [-quartum] Carminum Horatii ; en 1580 ses Poemata chez Martin le Jeune, avec une épître en vers adressée à Achille de Harlay.
Alors qu'il venait d’être nommé premier président de la Cour des monnaies, une fièvre soudaine l’emporte à l'âge de vingt-huit ans.
À l'initiative des deux frères d'Odet et d'Étienne Pasquier, un Tumulus poétique à sa mémoire (Othonis Turnebi in suprema curia parisiensi advocati tumulus) est publié à Paris chez Robert II Estienne, composé de poèmes en latin écrits entre autres par Pasquier, Jean-Antoine de Baïf, Claude Binet, Guillaume du Vair, Jean Dorat,,. Dans Les secondes oeuvres de mesdames Des Roches, de Poictiers, mère et fille, publié en 1583 à Poitiers, Catherine des Roches publie une Épitaphe en vers à la mémoire d'Odet de Turnèbe.

## Œuvres

### Les Contens
Il écrit vers 1580 Les Contens, une comédie en prose en cinq actes, à l'état de manuscrit à sa mort, publiée en 1584, qui n'a jamais été représentée ; inspirée des comédies de Térence comme des comédies italiennes (notamment Gl'ingannati de l'Accademia degli Intronati, traduite par Charles Estienne et publiée à Paris en 1532, Alessandro d'Alessandro Piccolomini en 1544, ainsi que I Contenti, Il Marinaio et La Notte de Girolamo Parabosco), elle relève de la comédie humaniste.
L'intrigue des Contens, située à Paris, s'organise autour d'une jeune fille, Geneviève, et de ses trois amoureux : l'un qui est aimé, Basile ; deux qui ne le sont pas, Eustache et Rodomont, un matamore. La mère de Geneviève, Louise, qui est veuve, préfère Eustache, éventuellement Rodomont, mais ne veut pas de Basile comme mari de sa fille. Une voisine, Françoise, joue l'entremetteuse. Finalement, sur le conseil du valet de Basile, Geneviève et Basile laissent « aller le chat au fourmage » et lors d'un dialogue amoureux à la fenêtre (acte V, scène 3), les deux amants se redisent le mot « content » en écho. Le mariage s'ensuit.
La qualité de la langue et du style des Contens a été très tôt remarquée. Au début du XVIIe siècle, un professeur de langue et de grammaire française, Charles Maupas (de), qui a réédité la pièce en 1626 sous le titre Les Desguisez en y ajoutant un répertoire explicatif des Proverbes & mots difficiles des Contens, a utilisé la pièce pour l’apprentissage de la langue française « à tous seigneurs et gentilshommes estrangers amateurs de langue françoise ». Au XIXe siècle, Émile Chasles décrit cette comédie dans la veine non du théâtre grec mais italien, comme « écrite en bonne prose, d’un style ferme, d’un tour aisé, d’une allure toujours naturelle, en un mot, d’une exécution parfaite. La langue est ici, presque partout, arrivée au point où elle se fixera ».

### Poèmes
Odet Turnèbe a également composé seize poèmes, tous dédiés à Catherine Des Roches, publiés en 1582 dans le florilège poétique collectif, la Puce de Madame des Roches, qui est un recueil de divers poèmes grecs, latins et françois, :
- trois sonnets pétrarquistes, le premier en français, le second en italien et le troisième en espagnol ;
- un poème en français : La Puce d’Odet Tournebus, advocat en la cour de parlement, composé en 1579 lors des Grands Jours de Poitiers, dans le cadre de la joute littéraire lancée par Étienne Pasquier ;
- douze sonnets intitulés Sonets sur les ruines de Luzignan, consacré au château de Lusignan, attaqué et détruit en septembre 1574 par les troupes du duc de Montpensier[14].

## Éditions des œuvres
- Les Contens, comédie publiée à titre posthume[9].
  - édition originale : Paris, Félix Le Mangnier, 1584[15],[16].
  - réédition : Les desguisez comédie françoise avec l'esplication des proverbes & mots difficiles. Par Charles Maupas, Blois, Gaucher Collas, 1626, [8]-180-24 p.[17]
  - éditions critiques :  
    - Les Contens. Édition critique ... par Norman B. Spector, Paris, Didier (collection : Société des textes français modernes), 1961, LXXVI-201 p.[18].
    - (en) Odet de Turnèbe. Satisfaction all around (Les Contens). Translated with an introduction by D. A. Beecher, Ottawa, Carleton University Renaissance Centre, 1979 (lire en ligne )[19].
    - Les contens : comédie nouvelle en prose française. Texte établi, présenté et annoté par Charles Mazouer, Paris, Champion (collection: Textes littéraires de la Renaissance, 23), 2020, 236 p.[20].